# دیوید موریس (ورزشکار)
دیوید موریس (انگلیسی: David Morris؛ زادهٔ ۳۱ اوت ۱۹۸۴) ورزشکار اسکی نمایشی اهل استرالیا است.
وی در مسابقات کشوری و بین‌المللی در مجموع برندهٔ ۱ مدال نقره شده‌است.